# Levestandard
 Der er for få eller ingen kildehenvisninger i denne artikel, hvilket er et problem. Du kan hjælpe ved at angive troværdige kilder til de påstande, som fremføres i artiklen.

Begrebet levestandard er et samlende mål for en række normative parametre, der skal beskrive hvor godt liv, man lever. Begrebet bruges både til at beskrive et enkelt individs liv, en gruppes liv eller et helt samfunds kollektive liv.
Inden for den økonomiske videnskab bruges metrikken BNI per indbygger ofte til at udtrykke et lands levestandard. Dette dækker over mængden af ydelser og materielle goder befolkningen har til rådighed. Der er dog visse farer ved at sammenligne levestandarden i et land udelukkende gennem BNI pr. indbygger da købekraften, som udtrykker ved hvor meget man kan købe for et bestemt pengebeløb, er forskellig fra land til land. En måde at undgå dette på er at anvende købekraftskorrigerede data, som beregnes af forskellige internationale organisationer som OECD og Verdensbanken.